# Paramotor

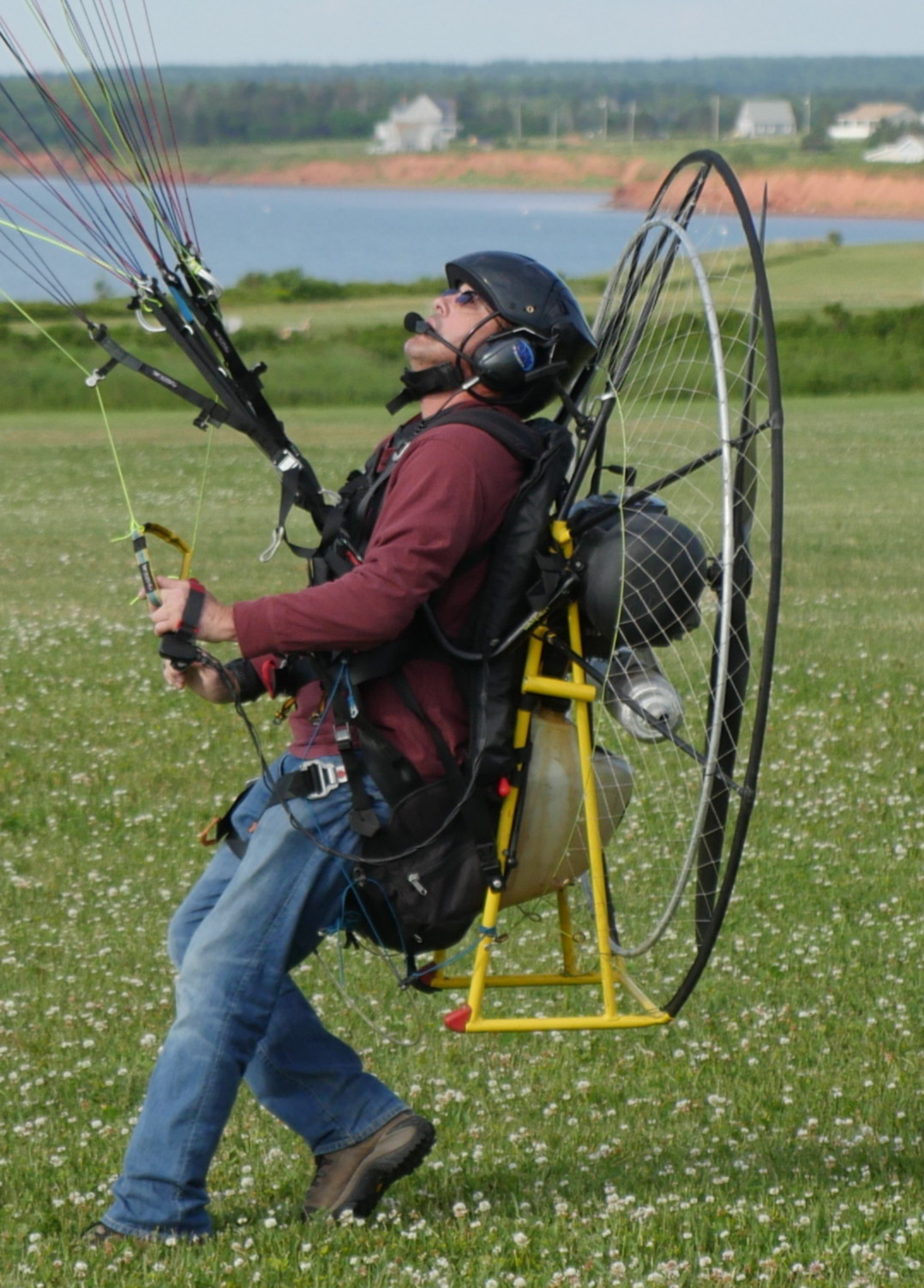
Paramotor.

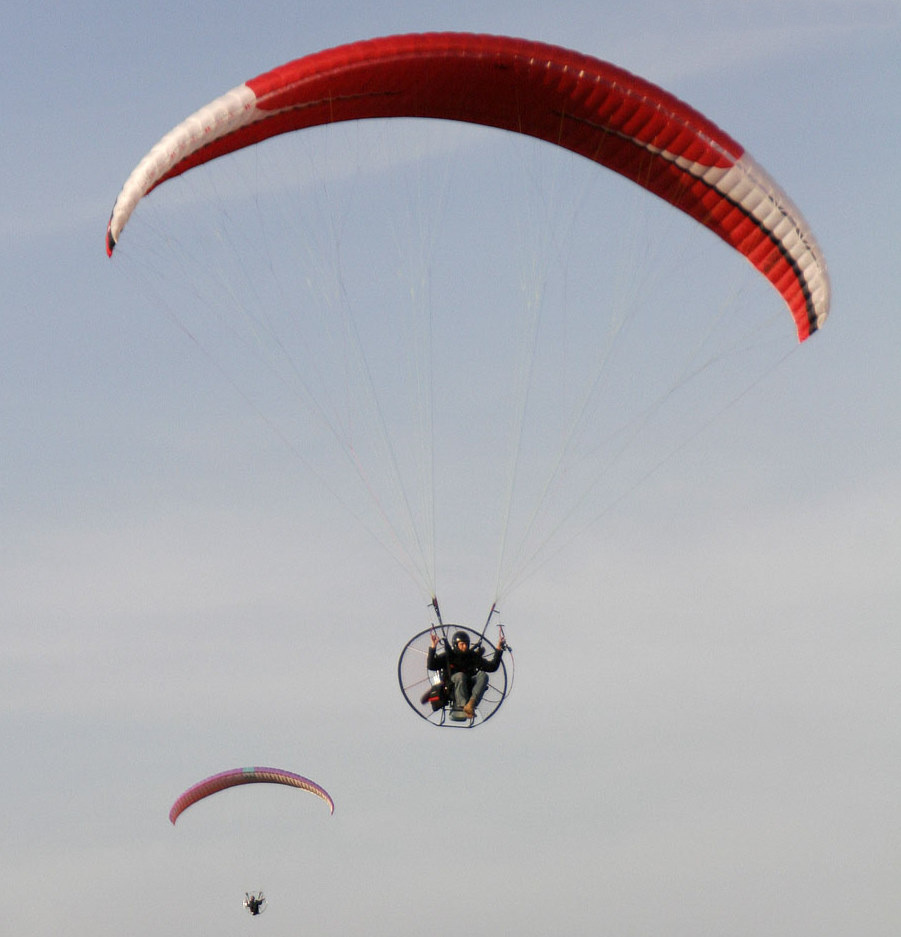
Paramotorflygare i luften.

En paramotor är en motor med propeller som bärs med en sele på ryggen, den används vid skärmflygning.  För att få flyga i Sverige måste piloten ha utbildning och en licens från Svenska Skärmflygsförbundet eller Svenska Paramotorförbundet, och paramotor som ska besiktas vart femte år (gäller endast SSFF). Tidigare ansvarade Luftfartsverket för att godkänna och registrera sele och motor, men 2005 tog förbunden över.
Termen paramotor användes första gången 1980 av engelsmannen Mike Byrne, det populariserades i Frankrike under 1980-talet.
Paramotorflygare färdas ofta i en hastighet mellan 25 och 70 km/h. Från markhöjd upp till 6000 meter, även om de vanligaste höjderna är mellan 150 och 1000 meter.
Sporten är mycket beroende av vädret då det bör vara optimala flygförhållanden för att man ska kunna färdas säkert.
Från början användes samma vingar som vid skärmflygning men utvecklingen har gått alltmer mot vingar för motoriserad flygning. Reflexvingar har varit hett omdebatterat men allt fler tillverkare tillverkar nu vingar av denna typ. Fördelen med dessa vingar uppges vara bland annat mycket stabilare och tåligare mot turbulent luft gentemot traditionella vingar. Den första Reflexvingen kom ut på marknaden redan 1996.

## Utbildning

### Svenska Skärmflygsförbundet
Kravet för att få flyga själv är minst PM-NYB licens, vilket man får efter att ha genomgått utbildning och först tagit studentlicens som är ett licens för grundträning. Efter det kan man bygga vidare till PM1- och PM2-licens. Utbildningarna är både praktiska och teoretiska. Man börjar med backglidningar på 10-20 sek samt markhantering och balans innan man går vidare till paramotordelarna. För att få gå en kurs måste man först vara försäkrad . Efter kursen måste man bli medlem i en godkänd klubb för att få ut sitt licens då licenshantering och uppdatering av licens sköts på klubbnivå i Sverige.

### Svenska Paramotorförbundet
För att få flyga själv går man grundutbildningen vilken är uppdelad i två block, SPMF1 och SPMF2. Oftast går man båda samtidigt men kan tas vid olika tillfällen om eleven så önskar. Licensen fås när båda utbildningsblocken är godkända och klara. Efter grundutbildningen behöver man i regel inte gå fler utbildningar sånär som till exempel instruktörsutbildning och fotstartad tandemflyg. Licens och försäkring sköts av förbundet, men för att försäkringen skall gälla måste eleven/piloten vara med i en ansluten klubb.

## Utrustning
En motor med sele väger mellan 18 och 36 kg utan bränsle. Vanligast förekommande är bensindrivna motorer som har en flygtid runt 3-5 timmar.
Storleken varierar från 80 cm3 till 350 cm3, nästan uteslutande tvåtaktsmotorer.
Det finns även eldrivna motorer, de har en kortare flygtid, ca 30 min och de tar idag ca 2 timmar att ladda. De är tystare att färdas med jämfört med bensindrivna motorer då motorn knappt ger ifrån sig något ljud. Motorljudet är dock inte enda ljudkällan utan även propllerern väsnas varpå konstruktörerna får kompromissa mellan kraft och oväsen.
Första exemplaren utvecklades runt 2006 och idag finns det flertal aktörer som experimenterar med eldrivna motorer. Priserna är för det mesta mycket högre än de bensindrivna och utbudet är idag väldigt litet i jämförelse.
Piloten styr gaspådrag med en handhållen kontroll, och styr skärmen på samma sätt som en skärmflygare gör.
En del motorer har fördelen att de kan kombineras med ultralätta trikes, för att underlätta start och landning. Dessa motorer är ofta de lite tyngre modellerna för att klara den extra vikt som tillförs.
Det finns även uppsättningar för att flyga tandem, samt selar för att bogsera upp fallskärmshoppare som sedan kopplar loss sig i luften för att falla fritt.
Övrig utrustning brukar vara nödfallskärm som uteslutande är av kalott-modell. Dessa måste utlösas av piloten själv och har ofta en öppningstid på 3-4 sekunder, samt en sjunkhastighet runt 4,5 m/sek.
Uppblåsbara flytvästar används av vissa piloter som flyger mycket över vatten. GPS, flygradio och variometer är också populära verktyg för säkrare flygning.

## Användningsområden
Paramotor används professionellt som ett hjälpmedel för renskötare att samla, driva, lokalisera efter renar.
Det finns även ett antal arméer som prövar tekniken för insättning av specialstyrkor i speciella områden.
Paramotorflygning lämpar sig även väl för landskapsfotografering på grund av dess portabla utrustning och möjlighet att enkelt transporteras. För fotografering lämpar sig tandemflyg bäst, även om en erfaren pilot utan större problem kan sköta en kamera under gynnsamma förhållanden och situationer.

## Tillverkare
- Adventure
- Airfer
- Bailey Aviation
- Fly Castellucio
- Fly Products
- Fresh Breeze
- HE Paramotores
- Miniplane
- Nirvana Systems
- Parajet
- PXP
- Papteam
- Walkerjet